# یو هوشیده
یو هوشیده (انگلیسی: Yu Hoshide؛ زادهٔ ۱۶ اوت ۱۹۷۷) بازیکن فوتبال اهل ژاپن است.